# الخلعة (قفل شمر)

تعديل مصدري - تعديل

الخلعة هي إحدى قرى عزلة المخلاف بمديرية قفل شمر التابعة لمحافظة حجة، بلغ تعداد سكانها 45 نسمة حسب تعداد اليمن لعام 2004.